# Baczyn (Budzów)

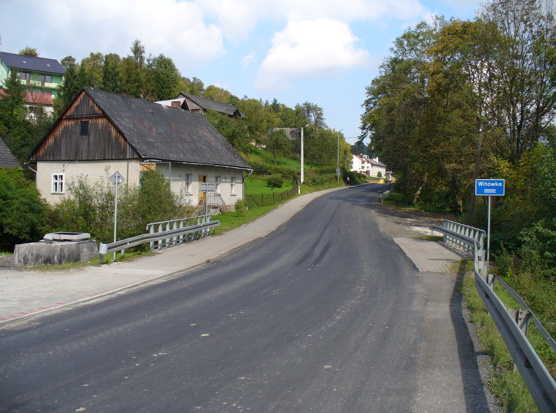
Baczyn

Baczyn ist eine Ortschaft mit einem Schulzenamt der Gemeinde Budzów im Powiat Suski der Woiwodschaft Kleinpolen in Polen.

## Geographie
Der Ort liegt am Bach Paleczka, einem rechten Zufluss der Skawa, in den westlichen Makower Beskiden. Die Nachbarorte sind Skawinki im Norden, Palcza im Nordosten, Bieńkówka im Südosten, Jachówka und Budzów im Südwesten, sowie Zachełmna im Westen.

## Geschichte
Der Ort wurde im Jahre 1445 als wahrscheinlich junges Dorf Beczyn erstmals urkundlich erwähnt. Er gehörte der Starostei mit dem Sitz in der Burg Lanckorona. In folgenden Registern wurde der Ort nicht mehr erwähnt, so dass eine Entvölkerung in Betracht kommt. Um das Jahr 1554 herum wurde der Ort neugegründet und fand 1564 Erwähnung als Villa nova Baczin. Zu dieser Zeit bestand er aus zehn Bauernhöfen, einem Schultheiß mit einer Mühle und drei Schindelherstellern. Der besitzanzeigende Name ist vom Personennamen Bacza (auch einer der Namen von Sennern) mit dem Suffix -in abgeleitet.
Bei der Ersten Teilung Polens wurde das Dorf 1772 Teil des neuen Königreichs Galizien und Lodomerien des habsburgischen Kaiserreichs (ab 1804). Ab 1782 gehörte es dem Myslenicer Kreis (1819 mit dem Sitz in Wadowice). Nach der Aufhebung der Patrimonialherrschaften bildete es nach 1850 eine Gemeinde im Bezirk Wadowice.
1918, nach dem Ende des Ersten Weltkriegs und dem Zusammenbruch der k.u.k. Monarchie, wurde Baczyn, mit  Ausnahme der Zeit der Besetzung Polens durch die Wehrmacht im Zweiten Weltkrieg, Teil Polens. Es gehörte dann zum Distrikt Krakau des Generalgouvernements.
Von 1975 bis 1998 gehörte Baczyn zur Woiwodschaft Bielsko-Biała.